# Ernest Cabaner

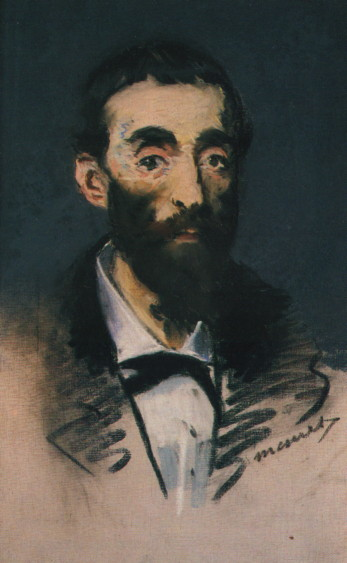
Édouard Manet: Bildnis Ernest Cabaner

Ernest Cabaner (* 12. Oktober 1833 als Jean de Cabanes in Perpignan; † 3. August 1881 in Paris) war ein französischer Komponist, Pianist und Dichter.

## Leben
Der aus den Pyrenäen stammende Cabaner kam 1850 nach Paris und bezog eine Wohnung in der Rue de La Rochefoucauld Nr. 58. Seinen Lebensunterhalt verdiente er sich als Pianist und trat für fünf Franc am Tag in einem Varieté in der Avenue de La Motte-Picquet auf. Zudem verkehrte er im Café Guerbois, wo er mit Künstlern wie Paul Cézanne, Édouard Manet, Camille  Pissarro und Pierre-Auguste Renoir zusammentraf.
Nach dem Deutsch-Französischen Krieg traf Cabaner im literarischen Salon der Nina de Villard in der rue Chaptal und im Künstlertreffpunkt Café de la Nouvelle Athènes die Komponisten Emmanuel Chabrier, Augusta Holmès und François Coppée, die Dichter Jean Richepin, Germain Nouveau, Albert Mérat, Charles Cros, Paul Verlaine, Paul Alexis, Arthur Rimbaud, Léon Valade und Raoul Ponchon sowie die mit ihm befreundeten Maler. Cabaner arbeitete als Barmann im Hôtel d’Étrangers am Boulevard Saint-Michel im Quartier Latin und stellte dort dem von Cros gegründeten Dichterkreis Cercle des poètes Zutiques einen Raum unter dem Dach, im dritten Stock, zur Verfügung. Im Winter 1871/72 trafen sich hier mit Cabaner neben Cros auch Rimbaud, Verlaine und der Fotograf Étienne Carjat. In diesem Kreis wurden Gedichte rezitiert, gesungen und Klavier gespielt, aber auch umfangreich Absinth, Haschisch und Opium konsumiert. Als Gemeinschaftsprojekt entstand das Album Zutique, eine Sammlung von 24 meist groben und obszönen Parodieversen. Cabaners Beitrag zum Album Zutique war das Rimbaud gewidmete Gedicht A Paris que fais-tu. Der erst 17-jährige Rimbaud wohnte in dieser Zeit auch vorübergehend bei Cabaner und schlief bei ihm auf dem Sofa.
Als Anhänger der Chromatik entwickelte der auch als Musiklehrer tätige Cabaner eine Methode weiter, in der er jedem Ton eine Farbe zu wies. So markierte er den Ton A mit Schwarz, den Ton E Weiß, den Ton I Rot, den Ton U Grün und den Ton O Blau. Nach dieser Methode unterrichtete er auch Rimbaud im Klavierspielen. Beide Künstler hielten diese Zeit auch in ihren Werken fest. So beschrieb Rimbaud in seinem Gedicht Voyelles die Lernmethode mit Farben und Cabaner hält diese Le chromatisme musical ou audition colorée in seinem Le Sonnet des Sept Nombres fest.
Ernest Cabaner ist als Angehöriger der Pariser Bohème von vielen seiner Zeitgenossen in ihren Werken beschrieben worden. Paul Verlaine beschrieb Cabaner als Jesus Christus nach drei Jahren Absinth. George Moore beschreibt in seinen Werken Confessions of  Young Man und Memoirs of My Dead Life ebenso wie Émile Zola in L’Assommoir die dekadente Lebensweise des Künstlers. Hierzu zählte beispielsweise seine lediglich aus Käsebrötchen und Milch bestehende Ernährung, die Cabaner zudem häufig auf offener Straße zu sich nahm. Der Autor von Chabrier and his circle, Rollo Myers, bezeichnete die schillernde und vielschichtige Persönlichkeit Cabaners als seltsam und exzentrisch.
Der ungesunde Lebenswandel führte zu einer allgemeinen körperlichen Schwächung und Ende der 1870er Jahre litt der Künstler zudem an Tuberkulose. 1880 ließ sich Cabaner von Édouard Manet porträtieren und musste wenige Tage später in ein Sanatorium eingeliefert werden. Am 15. Mai 1881 veranstaltete die Freunde Cabaners im Auktionshaus Hôtel Drouot eine Versteigerung gespendeter Werke, um die Behandlungskosten zu übernehmen. Manet stiftete aus diesem Anlass das Gemälde Der Selbstmörder (Sammlung Bührle).

## Werk (Auswahl)

### Lieder
- La Dame-Jeanne et la bouteille. Fable chanson, Pecoul, Paris, 1862 OCLC 844152145
- Idylle, Text und Musik: Ernest Cabaner, Pecoul, Paris, 1862 OCLC 844152151
- A la memoire d'un poête moderne für Klavier und Orgel ad libitum, Pecoul, Paris, 1862 OCLC 844152145
- Le Sainte Famille, Légende, Text und Musik: Ernest Cabaner, Pecoul, Paris, 1862 OCLC 844152168
- Niobé. Poésie, Text: Théodore de Banville, Musik: Ernest Cabaner, Herbet, Paris, 1865 OCLC 844152160
- Paris piquette, Chanson, Text: Paul Parelon, Musik: Ernest Cabaner, Le Bailly, Paris, 1869 OCLC 1416501706
- Les Lauriers sont coupés. Chant patriotique, Text: Jean Keck, Salme, Musik: Ernest Cabaner, Paris, 1871 OCLC 844152154
- Le Néreide, Sonnet, Paris, 1872 OCLC 844152159, Théophile Gautier gewidmet OCLC 1401610522 (Digitalisat bei Gallica)
- Prédictions funambulesques, Text: Albert Lavigne, Musik: Ernest Cabaner, Paris, 1872 OCLC 1245218708
- Souhait. Sonnet, Text und Musik: Ernest Cabaner, Joly, Paris, 1872 OCLC 844152172 (Digitalisat bei Gallica)
- Marche de Nassen Eddin, für Klavier mit Gesang ad libitum, Text und Musik: Ernest Cabaner, Ernest Cabaner, Paris, 1873 OCLC 1104328705 OCLC 844152157
- Souffles de l'Air, Text und Musik: Ernest Cabaner, Crouzat, Paris, 1876 OCLC 844152170
- L'Archet, Text: Charles Cros, Musik: Ernest Cabaner, Crouzat, Paris, 1878 OCLC 844152150 (Digitalisat bei Gallica)
- Chanson à boire de l'eau, Text und Musik: Ernest Cabaner, Joseph Darcier gewidmet, 1878 OCLC 1129911052 (Digitalisat bei Gallica)
- Le Hareng saur, Text: Charles Cros, Musik: Ernest Cabaner, Crouzat, Paris, 1878 OCLC 844152150 (Digitalisat bei Gallica)
- Madame Jonas, Text und Musik: Ernest Cabaner, Crouzat, Paris, 1878 OCLC 844152165
- Nous n'irons plus au bois, Text: Théodore de Banville, Musik: Ernest Cabaner, Crouzat, Paris, 1878 OCLC 844152162 (Digitalisat beim IMSLP)
- Le Pâté, Text und Musik: Ernest Cabaner, Crouzat, Paris, 1878 OCLC 844152165 (Digitalisat beim IMSLP)

- Cinq Chansons tirées de la Chanson des gueux [Fünf Lieder aus dem Lied der Bettler], Text: Jean Richepin
  - Nr. 1: Les Vieux papillons, Musik: Ernest Cabaner, Crouzat, Paris, 1878 OCLC 844152165
  - Nr. 2: Le Merle à la glu, Musik: Ernest Cabaner, Crouzat, Paris, 1878 OCLC 844152158
  - Nr. 3: Du mouron pour les p'tits oiseaux, Musik: Ernest Cabaner, Crouzat, Paris, 1878 OCLC 844152149
  - Nr. 4: Les Violettes, Musik: Ernest Cabaner, Crouzat, Paris, 1878 OCLC 844152175
  - Nr. 5: La Pêche à la ligne, Musik: Ernest Cabaner, Crouzat, Paris, 1878  OCLC 844152167
- L'Idylle Comique, Saynète: Text: Molière, Musik: Ernest Cabaner, Crouzat, Paris, 1879  OCLC 844152153

- A la dame des lys, Sonnet, Text und Musik: Ernest Cabaner, Théodore de Banville gewidmet OCLC 847572324
- Dans le jardin, Sonnet, Text und Musik: Ernest Cabaner, Charles Gounod gewidmet OCLC 847572324 (Digitalisat bei Gallica)
- Le Sonnet des Sept Nombres, Text und Musik: Ernest Cabaner OCLC 844152169
- Mazurka à Nina de Villard, Musik von Cabaner
- A Paris que fais-tu, Text von Cabaner (gewidmet Rimbaud)
- Le Pâté Del Fragson, Text von Cabaner

### Klavierwerke
- namenloses Werk für Klavier[1]